# Joseph Franz Maria von Seinsheim

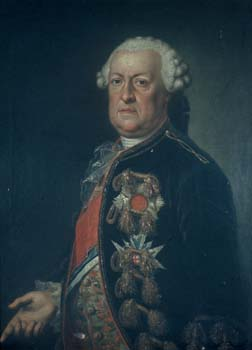
George Desmarées malte Joseph Franz Maria von Seinsheim mit aufgehaltener Hand

Joseph Franz Maria von Seinsheim (* 27. Januar 1707; † 14. Januar 1787 in München) war ein Diplomat und Politiker des Kurfürstentums Bayern.

## Leben
Joseph Franz Maria von Seinsheim war der Sohn von Anna Philippine von Schönborn und Maximilian Franz von Seinsheim sowie der ältere Bruder von Adam Friedrich von Seinsheim.
1726 Kämmerer und Hofrat von Karl VII. (HRR).
1731 kurbayerischer Gesandter in Mannheim.
1739 Heirat mit Maria Johanna Constantia Felicitas von Hatzfeld (* 1711; † 31. März 1757).
Zu ihren acht Kindern gehörte Maximilian Clemens Joseph von Seinsheim (* 1751; † 1803), Vater von Karl von Seinsheim.
1742 Gesandter bei Maria Theresia und Franz I. Stephan (HRR) in Wien. anschließend Gesandter in Den Haag.
1745 Konferenzminister in München.
1747 Oberhofmeister der bayerischen Kurfürstin Maria Anna von Sachsen (1728–1797).
1750  Kriegsminister.
Er und Johann Maximilian IV. Emanuel von Preysing verhandelten mit Louis-Gabriel, Comte du Buat-Nançay die am 29. März 1757 unterzeichnete erste Militärkonvention mit Frankreich.  Im Subsidien - Vertrag von Compiègne war Kurbayern für den Fall eines militärisch ausgetragenen Konfliktes durch Frankreich Neutralität zugesagt worden.
1758 Heirat mit Josepha Maria Anna von Hoheneck (* 1731; † 1800 in München).
1770 war er Kurbayrischer Außenminister.
Von 1761 bis 1762, von 1769 bis 1771 und von 1779 bis zu seinem Ableben war er Präsident der Bayerischen Akademie der Wissenschaften.

## Literatur

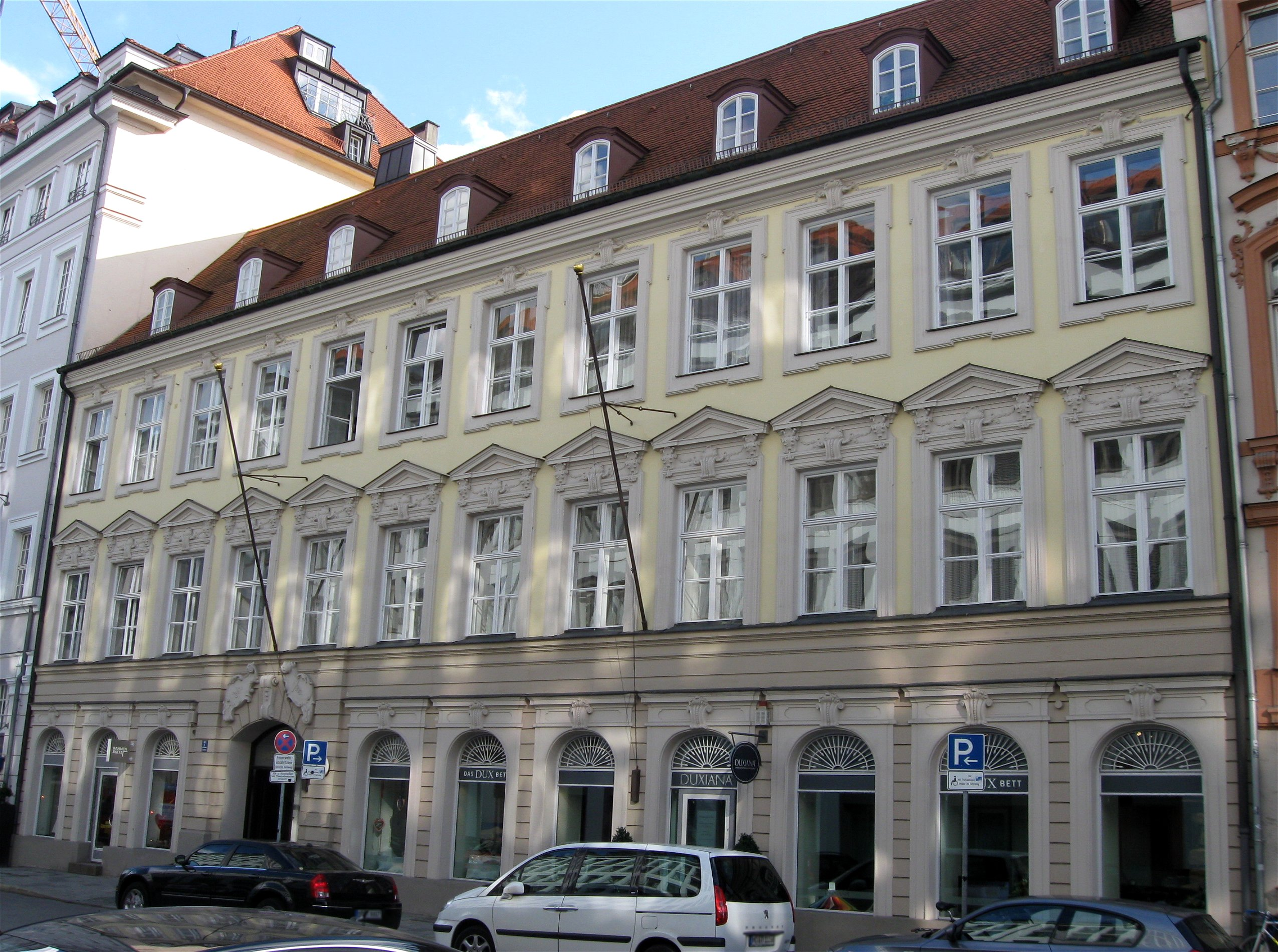
1780 wohnte Wolfgang Amadeus Mozart im Palais Seinsheim.